# Alberto Achá
Alberto Figueroa de Achá (Cochabamba, 3 aprile 1920 – Cochabamba, 1965) è stato un calciatore boliviano, di ruolo difensore.

## Carriera
Prese parte con la nazionale bolivia ai Mondiali del 1950.
Disputò inoltre con la Bolivia il Campeonato Sudamericano nel 1945, nel 1946, nel 1947 e nel 1949.